# Прапор Латвійської РСР
Пра́пор Латві́йської РСР (латис. Latvijas PSR karogs) — один з державних символів Латвійської Радянської Соціалістичної Республіки.

## Опис
Прапор Латвійської РСР являв собою прямокутне полотнище, що складається з п'яти горизонтально розташованих кольорових смуг: верхньої смуги червоного кольору, що становить дві третини ширини прапора, та двох білих і двох синіх хвилястих смуг різної ширини, що чергуються між собою і символізують Балтійське море. У верхньому лівому куті широкої червоної смуги, на відстані однієї п'ятої від ратища, зображені золоті серп та молот, над якими червона п'ятипроменева зірка, обрамлена золотою облямівкою. Відношення ширини прапора до його довжини 1:2.

## Історія
З 21 липня по 25 серпня 1940 року державним прапором Латвійської РСР офіційно залишався латиський червоний прапор з білою смугою. Попри відсутність нормативно-правових актів, на практиці поряд з ним на будівлях вивішувались червоні прапори без символів або з зображенням серпа і молота.
25 серпня 1940 року друга сесія Народного Сейму Латвійської РСР затвердила Конституцію республіки, у 117-ій статті якої містився опис республіканського прапора — червоне полотнище з зображенням серпа та молота у верхньому лівому куті, над якими жовта абревіатура LPSR (латис. Latvijas Padomju Sociālistiskā Republika — Латвійська Радянська Соціалістична Республіка). Постановою Президії Верховної Ради Латвійської РСР «Про державний герб та прапор Латвійської РСР» від 6 вересня цього ж року регулювались пропорції прапора.
17 січня 1953 року було затверджено новий прапор Латвійської РСР, а положенням від 28 лютого 1967 року регулювалась ширина смуг і пропорції серпа та молота. У графічному додатку до нової редакції Положення про державний прапор від 27 квітня 1981 року було зображено прапор Латвійської РСР без серпа, молота та зірки.
Прапор проіснував до 19 лютого 1990 року, коли на будівлі Ради Міністрів у Ризі було піднято латвійський національний прапор. Використання радянського прапора на громадських заходах нині заборонено.

## Галерея
|  |